# Stor ani
Stor ani (latin: Crotophaga major) er en fugleart, der lever i Sydamerikas nordlige halvdel.